# Harrison Glancy
Harrison Glancy (né le 17 septembre 1904 et décédé le 22 septembre 2002) est un nageur américain. Lors des Jeux olympiques d'été de 1924 disputés à Paris, il remporte une médaille d'or au relais 4 x 200 m nage libre, battant au passage le record du monde. 
En 1990, il a été introduit dans l'International Swimming Hall of Fame.

## Palmarès
- médaille d'or au relais 4 x 200 m nage libre aux Jeux olympiques de Paris en 1924